# Kračun
Kračun, Hody či Koleda je slovanský svátek zimního slunovratu. Jeho podoba je rekonstruována především ze slovanských lidových zvyků spojených s Vánocemi, které tuto slavnost nahradily, ale existují i písemné záznamy z doby těsně následující christianizaci. Během Kračunu bylo slaveno zrození nového slunce, personifikovaného pravděpodobně Dažbogem, slovanským slunečním bohem. Zároveň v období bezprostředně následujícím po slunovratu stírá hranice mezi světem a živých a mrtvých, mezi lidi tak přichází jak blahovolní předkové, tak zlovolní mrtví.

## Etymologie
Slovo kračun je vykládáno buď z praslovanštiny nebo latiny. Podle první z možností vychází z praslovanského kortъkъ „krátký“ a zesilující přípony „-un“, ve smyslu nejkratšího dne v roce, analogicky k latinskému bruma, označujícím též zimní slunovrat. K tomuto výkladu se přiklání například český archeolog Zdeněk Váňa nebo Ján Kerďo. Z latiny je kračun vykládán zpravidla pomocí slova creātiō „stvoření“, případně colationis. Podle jiné hypotézy je slovo odvozeno z řeckého en hemera ton christougennon. Z tohoto označení zimního slunovratu jsou odvozeny následující výrazy:
- Crăciun – rumunsky a moldavsky Vánoce
- Karácsony – maďarsky Vánoce
- Karačuna – romsky Vánoce
- koročun – běloruský démon smrti
- Kračun – dialektní označení Vánoc v některých slovanských jazycích
- kračun, kračunik – vánoční obřadní chléb či koláč na východním Slovensku[5]
- různá toponyma a antroponyma

Koleda, dodnes užívaný název pro Vánoce v bulharštině a běloruštině, je všeobecně odvozováno z latinského calendae, označujícího první den měsíce, zvláště prvního měsíce v roce, zimní slunovrat byl Slovany považován na počátek nového roku. Ve většině slovanských jazyků dodnes koleda či koledování označuje rituální obchůzky, včetně jejich pozdních forem, prováděné i mimo zimní období.
Nejstarší označení je pravděpodobně Hody, doložené v lužické srbštině a polabštině, ve východoslovanské god a jihoslovanské godina označuje „rok“, tedy dobu mezi dvěma zimními slunovraty.
Předkřesťanského původu může být i slovinský, chorvatský, bosenský a srbský výraz pro Vánoce který zní Božić „malý bůh, boží syn“ a souviset s představou nově zrozeného slunce.

## Písemné prameny
Slavnosti zimního slunovratu nebo pohanské zvyky spojené s oslavou Vánoc jsou zmiňovány už nejstarších slovanských písemných pramenech. Například Euchologium sinajské, staroslověnsky psaný text z Makedonie 10. či 11. století, kritizuje ty, co jako pohané chodili prvního ledna na koledu. Kračun je poprvé zmiňován v ruském textu z 12. století a různé předkřesťanské obyčeje se objevují v českým a polských textech z 15. a 16. století.

## Lidová kultura
Typickým prvkem slovanských Vánoc s předkřesťanským původem je koledování, které spočívalo v obchůzkách s figurou dítěte symbolizující nejspíše nové slunce za doprovodu písní, říkadel a proseb o obdarování, štědrost při koledě měla zajistit bohatství v příštím roce. Koleda byla někdy personifikována, v Rusku se za ni do bílého převlékala dívka, v Bělorusku byly tyto dívky dvě, jedna představovala Koledu bohatou, druhá chudou, podle toho kterou z nich si hospodář náhodně vybral se věštilo, jaký ho čeká rok.
Dalším typickým zvykem je ovseň, useň, avseň či govseň spočívající v obsypávání lidí zrním. Jedná se nejspíše o projev agrární magie, který měl zajistit bohatou úrodu. Tento obyčej byl také personifikován jako bytost jedoucí na šedé svini, spojení zimního slunovratu se prasetem lze nalézt i v představě zlatého prasátka a pořádání vepřových hodů. V indoevropských náboženstvích je vepř všeobecně zasvěcen slunci a spojován s jeho zrozením, příkladem je římský Saturn který během saturnálií měl přijíždět na voze taženým prasetem se zlatými štětinami.
Dalšími obyčeji které lze spojit se slovanskou oslavou zimního slunovratu jsou různé formy věštění typické pro Vánoce, maškarní průvody nebo pálení vánočního polene u Jihoslovanů.